# 4578 Kurashiki
4578 Kurashiki је астероид главног астероидног појаса чија средња удаљеност од Сунца износи 2,722 астрономских јединица (АЈ).
Апсолутна магнитуда астероида је 13,4.